# Campeonato do Circuito de Snooker
O Tour Championship é um torneio profissional de snooker. O evento foi criado em 2019 durante a temporada de 2018–19 e faz parte do calendário do ranking mundial da categoria.

## História
O torneio foi anunciado em abril de 2018 e sua primeira edição foi programada para março de 2019. O torneio é o evento do ranking com o menor número de participantes, pois, apenas os oito principais jogadores do ranking mundial ao longo da temporada em disputa podem concorrer ao prêmio de 150 mil libras esterlinas dado ao vencedor. A edição inaugural foi disputada no Venue Cymru, em Llandudno, no País de Gales, enquanto que o Players Championship foi transferido para a cidade de Preston, na Inglaterra. O inglês Ronnie O'Sullivan venceu a primeira edição contra o australiano Neil Robertson por um placar de 13–11 na final do torneio.

## Premiação
A premiação total do evento é de 380 mil libras esterlinas, divididos da seguinte forma:
- Atualizado até a edição de 2020

| Posição                               | Prêmio                    |
| ------------------------------------- | ------------------------- |
| Campeão                               | 150 000 libras esterlinas |
| Vice-campeão                          | 060 000 libras esterlinas |
| 3–4 (perdedores das semifinais)       | 040 000 libras esterlinas |
| 5–8 (perdedores das quartas de final) | 020 000 libras esterlinas |
| Maior break                           | 010 000 libras esterlinas |
| Total                                 | 380 000 libras esterlinas |

## Edições
| Ano  | Campeão           | Vice-campeão   | Placar | Local         | Temporada | Ref.  |
| ---- | ----------------- | -------------- | ------ | ------------- | --------- | ----- |
| 2019 | Ronnie O'Sullivan | Neil Robertson | 13–11  | Llandudno     | 2018–19   | [ 5 ] |
| 2020 | Stephen Maguire   | Mark Allen     | 10–6   | Milton Keynes | 2019–20   | [ 6 ] |

### Títulos por jogador
| Jogador           | Título(s) | Vice(s) | Ano(s) do(s) título(s) | Ano(s) do(s) vice(s) |
| ----------------- | --------- | ------- | ---------------------- | -------------------- |
| Ronnie O'Sullivan | 1         | 0       | 2019                   |                      |
| Stephen Maguire   | 1         | 0       | 2020                   |                      |
| Neil Robertson    | 0         | 1       |                        | 2019                 |
| Mark Allen        | 0         | 1       |                        | 2020                 |

### Títulos por país
| País             | Título(s) | Vice(s) | Jogador(es) campeão(ões) |
| ---------------- | --------- | ------- | ------------------------ |
| Inglaterra       | 1         | 0       | Ronnie O'Sullivan        |
| Escócia          | 1         | 0       | Stephen Maguire          |
| Austrália        | 0         | 1       |                          |
| Irlanda do Norte | 0         | 1       |                          |